# Liu Huanhua
Liu Huanhua (chinês: 刘焕华, pinyin: Liú Huànhuá; 20 de agosto de 2001) é um halterofilista chinês, campeão olímpico.

## Carreira
Liu se envolveu no esporte de levantamento de peso em Chenzhou aos 13 anos, onde logo foi identificado e convocado pelo treinador da equipe de levantamento de peso de Tianjin. Sua primeira aparição registrada foi no Campeonato Chinês Juvenil de 2018, competindo na categoria masculina de 77 kg. Ele terminou em primeiro no arranque e no arremesso, ganhando uma medalha de ouro. Em 2021, Liu avançou para a categoria masculina de 81 kg nos 14º Jogos Nacionais da China, realizados em Shaanxi. Suas performances resultaram em um terceiro lugar geral.
No ano seguinte, Liu aumentou ainda mais sua categoria de peso para os 89 kg masculinos, onde competiu no Campeonato Mundial de Halterofilismo de 2022, realizado em Bogotá. Ele terminou em sexto lugar no evento de arranque e em terceiro no arremesso, culminando com uma medalha de bronze geral.
Em 2023, Liu continuou sua trajetória ascendente na categoria de peso, participando da categoria masculina de 96 kg no Campeonato Asiático de Halterofilismo de 2023 em Jinju. Suas performances resultaram em um primeiro lugar geral, rendendo-lhe uma medalha de ouro. Isso foi alcançado ao garantir o primeiro lugar no snatch e o segundo lugar no clean and jerk. De nota foi seu peso corporal de 89,48 kg, o que deu à maioria de seus competidores uma vantagem de peso corporal. Liu então deu outro salto na categoria de peso para o Campeonato Mundial de Halterofilismo de 2023 em Riad, passando para os 102 kg masculino. Ele ficou em quarto lugar no snatch e em primeiro no clean and jerk, resultando em uma medalha de ouro geral e marcando sua primeira vitória no campeonato mundial.
Nos Jogos Olímpicos de Verão de 2024, conseguiu o ouro na categoria até 102 kg.